# Ogurihangan
 (avril 2012).
Si vous disposez d'ouvrages ou d'articles de référence ou si vous connaissez des sites web de qualité traitant du thème abordé ici, merci de compléter l'article en donnant les références utiles à sa vérifiabilité et en les liant à la section « Notes et références ».
Oguri ou oguri (小栗・をぐり) ou Oguhi-hangan　ogurihangan (小栗判官) est le nom du personnage principal de la pièce éponyme appartenant au cycle des cinq grands classiques du style sekkyo, mais que l'on retrouve également dans des pièces de Jōruri et de Kabuki. C'est l'un des textes emblématique de la littérature japonaise médiévale. Le plus ancien manuscrit de Oguri est constitué d'un ensemble de 15 rouleaux illustrés emakimono (絵巻物)en possession de la Famille Impériale, ils auraient été réalisés par l'artiste Matabei Iwasa Matabei (岩佐又兵衛). 
Cette pièce date de la deuxième moitié du XVIe siècle (ère Muromachi), mais le texte dans sa mouture actuelle est de la période Kan'ei 寛永 (1624-1644). Elle raconte l'histoire d'un personnage légendaire faisant allusion au personnage historique éponyme d'un notable de la province de Hitachi. Le livret retrace les aventures et les amours de Oguri et de Terute, mais le passage dit de « la charrette » (Terute kuruma-hiki (照手車曳き))narrant le périple de Oguri impotent vers la cascade de Kumano (correspondant au douzième et treizième tableaux) est souvent interprété isolé. 

## Histoire
Dans la pièce « sekkyō », le personnage de Oguri est le descendant d'une famille noble de Kyoto son père se nomme Fujiwara no Kaneie sa mère appartient la famille Hitachi Genji. La naissance de Oguri doit aux prières de ses parents alors sans descendance au dieu Bishamonten. Oguri est renommé pour être un éminent et fougueux cavalier, alors qu'il est en âge de se marier aucune des 72 prétendantes qui lui sont présentées ne lui convient. Il est contraint de s'exiler à Hitachi, car son père le chasse de la demeure familiale, outragé que son fils ait cherché à cacher l'enfant qu'il a eu en cachette avec une merveilleuse jeune fille, qui n'était en fait que l'esprit du grand serpent du lac Mizoro.
Dans son errance, Oguri arrive dans la province de Hitachi à la demeure d'un marchand qui lui révèle l'existence d'une très belle jeune femme nommée Terute (lire téruté, terute (照る手　ou 照天)). Après un échange de lettres, il l'enlève pour l'épouser. Mais le père Yokoyama s'opposant à leur union cherche à se débarrasser du prétendant en lui proposant de monter un cheval démoniaque onikage (鬼鹿毛), puis en lui faisant boire un breuvage empoisonné.
Oguri meurt et est enterré. Mais Enma-Daio, le roi des Enfers pris de pitié lui vient en aide et le rend au monde des vivants. Aveugle, sourd, muet, mutilé et défiguré, il n'est plus qu'un esprit affamé et famélique, un gaki (餓鬼). Terute, jetée dans une rizière, frôle la mort par noyade. Oguri cherche alors à cheminer vers Yunomine, car le roi des Enfers lui a passé un écriteau autour du cou sur lequel il est écrit « Emmenez-le se baigner aux eaux de la cascade sacrée de la province de Kumano ».
Une légende veut que tirer la charrette sur laquelle, impotent, il est maintenant assis, est de bon augure. Aidé de tous, et notamment par Terute, Oguri parvient aux eaux salvatrices et recouvre la santé. Reprenant possession de ses terres et de son rang, et grâce à la lettre qu'elle lui avait glissée dans sa charrette, il la retrouve et  peut enfin vivre avec elle heureux à Hitachi. Il décède à 83 ans. Les Dieux et Bouddhas réunis décident qu'il mérite d'être vénéré et lui désigne le sanctuaire shintō Shōhachiman comme résidence.

## Complément
La marginalité sacrée des personnages de Oguri et Terute a été notamment analysée par les folkloristes Orikuchi Shinobu (Shinobu Orikuchi) et Yanagita Kunio.
Oguri est un personnage vivant divinisé, impétueux, insoumis, il appartient à la catégorie arahitogami (現人神 ou 荒人神). 
Oguri se présente même sous le nom de Susanoo, le frère de la déesse du soleil Amaterasu dont le Kojiki narre les excès, lors de son échange de lettre avec Terute. 
Il est capable de vaincre le cheval Onikage qui reconnaît sa nature de déité (« C'est invisible aux yeux de tous mais Onikage distingua l'idéogramme du riz marqué 4 fois sur le front de Oguri, ainsi que les 4 pupilles de ses yeux ») et se soumet. Oguri le monte, passe par-dessus le toit et traverse même une paroi de papier sans la déchirer. Terute, elle-même est une prêtresse miko itinérante aruki-miko (歩き巫女), grâce à ses dons d'oniromancienne elle prévient Oguri de ne pas accepter le breuvage qu'elle soupçonne être empoisonnée, il ne l'écoute pas. Après avoir réchappé à la noyade Terute doit vivre comme une esclave pour avoir refusé de travailler comme prostituée à Yorozuya, c'est attifée en shamane, qu'elle vient tirer la charrette de Oguri et lui glisser son message.
Dans la suite du récit, Oguri apparaît comme un déité réincarnée dans un grand état d'impureté. À sa résurrection sa décrépitude est si grande qu'il est nommé Gakiamidabutsu ou Gakiami (Amida affamé), tel un lépreux il erre, juché sur une petite charrette.
Oguri est le héros d'une pièce fantastique ou sacralité, marginalité, chamanisme et interaction entre monde des vivants et des morts dominent le récit.
Le sanctuaire shintō « Hachiman » ou « Shōhachiman »　à Ōgaki dans la préfecture de Gifu sur la route de Mino (appelée Minoji) vénère Oguri et Terute, déités tutélaires des couples mariés. 

## Répertoire
Les aventures d'Oguri et Terute sont l'objet de nombreuses pièces de marionnettes sekkyo ou joruri, mais aussi de kabuki, dont les versions les plus célèbres  sont (titre, auteur, genre, lieu et date de la première représentation) :
- Oguri Chûkō Guruma, de ???, Kabuki, Edo au Ichimura-za, en aout 1682 ;
- Tōryû Oguri Hangan, de Chikamatsu Monzaemon I, marionnette, Ôsaka au Takemoto-za, en 1698 ;
- Oguri Jûnidan, de Mimasuya Hyōgo, Kabuki, Edo au Morita-za, en juillet 1703 ;
- Oguri Hangan Kuruma Kaidō, de Matsuda Bunkōdō et Takeda Izumo I., Kabuki, Osaka au Takemoto-za, en août 1738 ;
- Oguri Hangan Kuruma Kaidō, de Matsuda Bunkōdō et Sakurada Jisuke II, marionnette, Ôsaka au Naka no Shibai en avril 1739 ;
- Oguri Hangan Kaidō Guruma, de ???, Kabuki, Ôsaka au Kado no Shibai, en septembre 1763 ;
- Hime Kurabe Futaba Ezōji, de Chikamatsu Tokuzō, Kabuki, Ôsaka au Kado no Shibai, en septembre 1800 ;
- Haru no Koma Oguri Gaiden, de Katsu Genzō III, Kabuki, Ôsaka au Kado no Shibai, en janvier 1881.